# Triathlon de Gérardmer
Le triathlon de Gérardmer est une compétition  de triathlon qui se déroule tous les ans autour du lac de Gérardmer, dans le département des Vosges en France.

## Histoire
À sa création en 1988, la compétition propose 2,5 km de natation, 80 km de vélo et 20 km de course à pied. Le 18 septembre 1988, une centaine de concurrents s'élancent au abord du lac de Gérardmer.
Les éditions 1992 et 1993 ont reçu le label Coupe d'Europe, celles de 1994 et 1995 le label Coupe du monde. En 2002, 2003 et 2004, le triathlon XXL a servi de support à l'Ironman France comme épreuve qualificative du championnat du monde d'Ironman. En 2008, l'épreuve du même format sert aux championnats d'Europe de triathlon longue distance. La notoriété de l'épreuve donne parfois à Gérardmer le statut de « Mecque hexagonale du triathlon ». L'édition 2009 voit le nombre de places proposées montées à 3400. Quatre année plus tard en 2013, pour la 25e édition, l'ensemble des compétitions proposées ont réuni plus de 4 500 triathlètes.
Le 17 octobre 2019, l'organisation ouvre sur sa plateforme, l'inscription aux 4600 places disponibles pour l'édition de septembre de l'an 2000. Comme pour toutes les éditions depuis 2015, les places sont partis en une seule soirée. Une demi-heure plus tard, 600 personnes figuraient déjà sur la liste d'attente (en cas de désistements) de l'épreuve de distance olympique et autant pour le triathlon découverte. Bien que cette édition 2000 n'a pas jamais eu lieu, en raison de la pandémie de Covid-19. La compétition connaît depuis 2018, un soutien de 20000 spectateurs, le long des cinq courses et des trois disciplines, des compétiteurs venant d'une vingtaine de pays, une dizaine de partenaires, 700 bénévoles et une trentaine d'exposants sur les lieux,,.

## Épreuves
Cinq courses se déroulent depuis 2012 : 
1. le triathlon XL ou Half (1,9 km de natation, 93 km de vélo, 21 km de course à pied) ;
2. le triathlon découverte (500 m de natation, 20 km de vélo, 5 km de course à pied) ;
3. le triathlon distance M (distance olympique : 1,5 km de natation, 40 km de vélo, 10 km de course à pied) ;
4. le triathlon trikids (200 m de natation, 4 km de vélo, 1,5 km de course à pied) pour les 12-15 ans[10] ;
5. le triathlon mini-trikids (100 m de natation, 2,5 km de vélo, 600 m de course à pied) pour les 8-11 ans[10].

## Palmarès du triathlon courte distance
Le palmarès de l'épreuve compte de nombreux triathlètes médaillés hommes et femmes dans des championnats du monde courte ou longue distance, comme Bertrand Billard, Sylvain Sudrie, Joseph Gambles, Cyrille Neveu, Ralf Eggert, Rob Barel, Thomas Hellriegel, Craig Alexander, Frederik Van Lierde, Cyril Viennot, Clément Mignon, Stéphane Poulat, François Chabaud, Xavier Le Floch, Filip Ospalý, Dirk Bockel et Brad Beven chez les hommes. Isabelle Mouthon, Carol Montgomery, Natascha Badmann, Suzanne Nielsen, Caroline Steffen, Delphine Pelletier, Sophie Delemer, Bella Bayliss, Alexandra Tondeur, Camilla Pedersen, Ashleigh Gentle et Nina Kraft chez les femmes. Plusieurs médaillés olympiques y participent ; Jan Řehula, Kate Allen et Julie Derron.
| Hommes | Hommes                    | Hommes               | Hommes                | Femmes | Femmes             | Femmes             | Femmes             |
| Année  | 1er                       | 2e                   | 3e                    | Année  | 1er                | 2e                 | 3e                 |
| ------ | ------------------------- | -------------------- | --------------------- | ------ | ------------------ | ------------------ | ------------------ |
| 2024   | Noah Servais              | Michele Sarzilla     | Théotime Lawson       | 2024   | Solenne Billouin   | Laura Bontemps     | Julie Ducarme      |
| 2023   | Noah Servais              | William Mennesson    | Brice Hacquart        | 2023   | Zsanett Bragmayer  | Pauline Landron    | Nina Derron        |
| 2022   | Brice Hacquart            | Jonathan Wayaffe     | Arnaud Des Boscs      | 2022   | Zsanett Bragmayer  | Solenne Billouin   | Ségolène Valance   |
| 2021   | Maxime Hueber-Moosbrugger | Thomas Sayer         | Reinaldo Colucci      | 2021   | Zsanett Bragmayer  | Pauline Landron    | Alexia Bailly      |
| 2019   | Mathis Margirier          | Thomas Sayer         | Emile Blondel-Hermant | 2019   | Jeanne Lehair      | Camilla Pedersen   | Justine Mathieux   |
| 2018   | Étienne Diemunsch         | Timo Hackenjos       | Malte Plappert        | 2018   | Nina Derron        | Charlotte Morel    | Lucie Jolivet      |
| 2017   | Tom Lecomte               | Anatole Giraud-Delme | Thomas Sayer          | 2017   | Charlotte Morel    | Catherine Jameson  | Morgane Riou       |
| 2016   | Nathan Guerbeur           | Anatole Giraud-Delme | Christopher Ettich    | 2016   | Emma Bilham        | Camilla Pedersen   | Morgane Riou       |
| 2015   | Karl Shaw                 | Félix Duchampt       | Thomas Sayer          | 2015   | Kristina Ziemons   | Alexandra Tondeur  | Renate Forstner    |
| 2014   | Étienne Diemunsch         | Raoul Shaw           | Yegor Martynenko      | 2014   | Camilla Pedersen   | Charlotte Morel    | Eva Nováková       |
| 2013   | Thomas André              | Brendan Sexton       | Ivan Tutukin          | 2013   | Charlotte Morel    | Anna Aboulova      | Jenny Schulz       |
| 2012   | Karl Shaw                 | Yegor Martynenko     | Danylo Sapunov        | 2012   | Marion Lorblanchet | Renate Forstner    | Jacqueline Slack   |
| 2011   | Raoul Shaw                | Brice Daubord        | Anthony Pannier       | 2011   | Marion Lorblanchet | Carina Wasle       | Mignon Vatlach     |
| 2010   | Andreas Böcherer          | Anthony Pannier      | Karl Shaw             | 2010   | Marion Lorblanchet | Alexandra Louison  | Renate Forstner    |
| 2009   | Bertrand Billard          | Yohann Vincent       | Nicolas Becker        | 2009   | Alexandra Louison  | Carole Péon        | Renata Bucher      |
| 2008   | Nathan Shaw               | Nicolas Becker       | Karl Shaw             | 2008   | Alexandra Tondeur  | Renate Forstner    | Julie Arnaud       |
| 2007   | Sylvain Sudrie            | Nathan Shaw          | Nicolas Becker        | 2007   | Céline Taiana      | Lucie Zelenková    | Renate Forstner    |
| 2006   | Sylvain Sudrie            | Nicolas Becker       | Joseph Gambles        | 2006   | Nina Eggert        | Renate Forstner    | Linda Guinoiseau   |
| 2005   | Carl Blasco               | Richie Cunningham    | Nicolas Becker        | 2005   | Nina Eggert        | Virginie Pilat     | Renate Forstner    |
| 2001   | Jan Řehula                | Eric Van der Linden  | Marino Vanhoenacker   | 2001   | Kathleen Smet      | Kate Allen         | Sophie Delemer     |
| 2000   | Bevan Docherty            | Dirk Bockel          | Xavier Le Floch       | 2000   | Annaleah Emmerson  | Ines Estedt        | Kate Allen         |
| 1999   | Gilles Reboul             | Patrick Vernay       | Cyrille Neveu         | 1999   | Estelle Patou      | Hélène Salomon     | Maud Martin        |
| 1998   | Patrick Vernay            | Gaël Mainard         | Stéphan Bignet        | 1998   | Sophie Delemer     | Béatrice Mouthon   | Maud Martin        |
| 1997   | Mickael Brucker           | Craig Alexander      | Alexander Lang        | 1997   | Marie-Pierre Cami  | Franzi Gissler     | Katrin Gerasch     |
| 1996   | Philippe Fattori          | Mickael Brucker      | Kirill Litovtchenko   | 1996   | Séverine Cron      | Maud Martin        | Emmanuelle Grisius |
| 1995   | Brad Beven                | Ralf Eggert          | Marcus Keller         | 1995   | Carol Montgomery   | Isabelle Mouthon   | Jenny Rose         |
| 1994   | Brad Beven                | Philippe Fattori     | Marcus Keller         | 1994   | Jenny Rose         | Isabelle Mouthon   | Gail Laurence      |
| 1993   | Thomas Hellriegel         | Philippe Fattori     | Craig Watson          | 1993   | Rina Bradshaw      | Jenny Rose         | Suzanne Nielsen    |
| 1992   | Thomas Hellriegel         | Rob Barel            | Olivier Bernhard      | 1992   | Janine Derruysher  | Natascha Badmann   | Isabelle Mouthon   |
| 1991   | Rob Barel                 | Gerd Amrheim         | Thomas Hellriegel     | 1991   | Janine Derruysher  | Élisabeth Poncelet | Lieve Paulus       |
| 1990   | Jean-Luc Capogna          |                      |                       | 1990   | Marie-Pierre Cami  |                    |                    |
| 1989   | Gernot Rupp               |                      |                       | 1989   | Katja Anton        |                    |                    |
| 1988   | Gernot Rupp               |                      |                       | 1988   | Sophie Delemer     |                    |                    |

## Palmarès du triathlon longue distance
| Hommes | Hommes            | Hommes              | Hommes               | Femmes | Femmes               | Femmes               | Femmes              |
| Année  | 1er               | 2e                  | 3e                   | Année  | 1er                  | 2e                   | 3e                  |
| ------ | ----------------- | ------------------- | -------------------- | ------ | -------------------- | -------------------- | ------------------- |
| 2024   | Simon Viain       | Thomas Steger       | Louis Richard        | 2024   | Alanis Siffert       | Ashleigh Gentle      | Nina Derron         |
| 2023   | Jonathan Wayaffe  | Mattia Ceccarelli   | William Mennesson    | 2023   | Julie Derron         | Alanis Siffert       | Camilla Pedersen    |
| 2022   | Clément Mignon    | Gregory Barnaby     | James Teagle         | 2022   | Julie Derron         | Bárbara Riveros Díaz | Marjolaine Pierré   |
| 2021   | Clément Mignon    | Étienne Diemunsch   | Théo Debard          | 2021   | Julie Derron         | Marjolaine Pierré    | Justine Mathieux    |
| 2019   | Max Neumann       | Will Clarke         | Albert Moreno Molins | 2019   | Emma Bilham          | Nikki Bartlett       | Inès Van der Linden |
| 2018   | Tom Lecomte       | Andreas Böcherer    | Albert Moreno Molins | 2018   | Camilla Pedersen     | Alexandra Tondeur    | Jeanne Collonge     |
| 2017   | Cyril Viennot     | Manuel Roux         | Robin Moussel        | 2017   | Bárbara Riveros Díaz | Charlotte Morel      | Anaïs Martin-Maurel |
| 2016   | Andreas Böcherer  | Frederik Van Lierde | Denis Vasiliev       | 2016   | Jeanne Collonge      | Emma Bilham          | Camilla Pedersen    |
| 2015   | Héctor Guerra     | Joseph Gambles      | Robin Moussel        | 2015   | Jeanne Collonge      | Alexandra Tondeur    | Eimear Mullan       |
| 2014   | Sylvain Sudrie    | Axel Zeebroek       | Ritchie Nicholls     | 2014   | Camilla Pedersen     | Eimear Mullan        | Alexandra Tondeur   |
| 2013   | Sylvain Sudrie    | Filip Ospalý        | Nicolas Fernandez    | 2013   | Alexandra Louison    | Tamsin Lewis         | Eimear Mullan       |
| 2012   | Toumy Degham      | Stanislav Krylov    | David Dellow         | 2012   | Delphine Pelletier   | Caroline Steffen     | Alexandra Louison   |
| 2011   | Sylvain Sudrie    | David Dellow        | Mathias Hecht        | 2011   | Caroline Steffen     | Jeanne Collonge      | Anne Basso          |
| 2010   | Sylvain Sudrie    | Stéphane Poulat     | Julien Loy           | 2010   | Caroline Steffen     | Delphine Pelletier   | Eva Janssen         |
| 2009   | François Chabaud  | Sylvain Sudrie      | Joseph Gambles       | 2009   | Eva Janssen          | Delphine Pelletier   | Sibylle Matter      |
| 2008   | Joseph Gambles    | Paul Amey           | Xavier Le Floch      | 2008   | Nathalie Barkun      | Delphine Pelletier   | Nicole Klingler     |
| 2007   | Stéphan Bignet    | Charly Loisel       | Gilles Reboul        | 2007   | Delphine Pelletier   | Nicole Klingler      | Alice Hector        |
| 2006   | Reinaldo Colucci  | Julien Loy          | Hervé Faure          | 2006   | Nina Kraft           | Bella Bayliss        | Johanna Daumas      |
| 2005   | Reinaldo Colucci  | Mitch Dean          | Luke Dragstra        | 2005   | Nicole Klingler      | Sara Gross           | Rebecca Preston     |
| 2004   | Stefan Riesen     | Frank Vytrisal      | Hervé Faure          | 2004   | Sophie Delemer       | Marilyn MacDonald    | Zsuzsanna Harsányi  |
| 2003   | Timo Bracht       | Stefan Riesen       | Gilles Reboul        | 2003   | Hélène Salomon       | Françoise Wellekens  | Jennifer Potts      |
| 2002   | François Chabaud  | Stefan Riesen       | Timo Bracht          | 2002   | Karin Thürig         | Gina Kehr            | Ariane Gutknecht    |
| 2001   | Alexander Taubert | Frank Vytrisal      | Rodrigo Nebel        | 2001   | Jane Fardell         | Kirsten Holzhüter    | Florence Woerth     |

## Palmarès de l'Ironman France
Pendant trois ans, le site accueille l'Ironman France, le seul événement labellisé Ironman en France. 
| Hommes | Hommes           | Hommes         | Hommes        | Femmes | Femmes                | Femmes              | Femmes             |
| Année  | 1er              | 2e             | 3e            | Année  | 1er                   | 2e                  | 3e                 |
| ------ | ---------------- | -------------- | ------------- | ------ | --------------------- | ------------------- | ------------------ |
| 2004   | Stefan Riesen    | Frank Vytrisal | Hervé Faure   | 2004   | Sophie Delemer        | Marilyn MacDonald   | Zsuzsanna Harsányi |
| 2003   | Timo Bracht      | Stefan Riesen  | Gilles Reboul | 2003   | Hélène Salomon-Watson | Francoise Wellekens | Jennifer Potts     |
| 2002   | François Chabaud | Stefan Riesen  | Timo Bracht   | 2002   | Karin Thürig          | Gina Kehr           | Ariane Gutknecht   |

## Détails des victoires par pays
| #                     | Victoires | Détails | #                    | Victoires | Détails                                                     |
| --------------------- | --------- | --- | -------------------- | --------- | ----------------------------------------------------------- |
| Triathlètes étrangers | 63        | Allemagne (15) Suisse (13) Belgique (7) Australie (5) Royaume-Uni (5) Danemark (3) Hongrie (3) Brésil (2) Nouvelle-Zélande (2) Pays-Bas (2) Biélorussie (1) Canada (1) Chili (1) Espagne (1) Liechtenstein (1) Tchéquie (1) | Triathlètes français | 55        | France : 14 LD Hommes 9 LD Femmes 17 CD Hommes 15 CD Femmes |